# St. Helen's

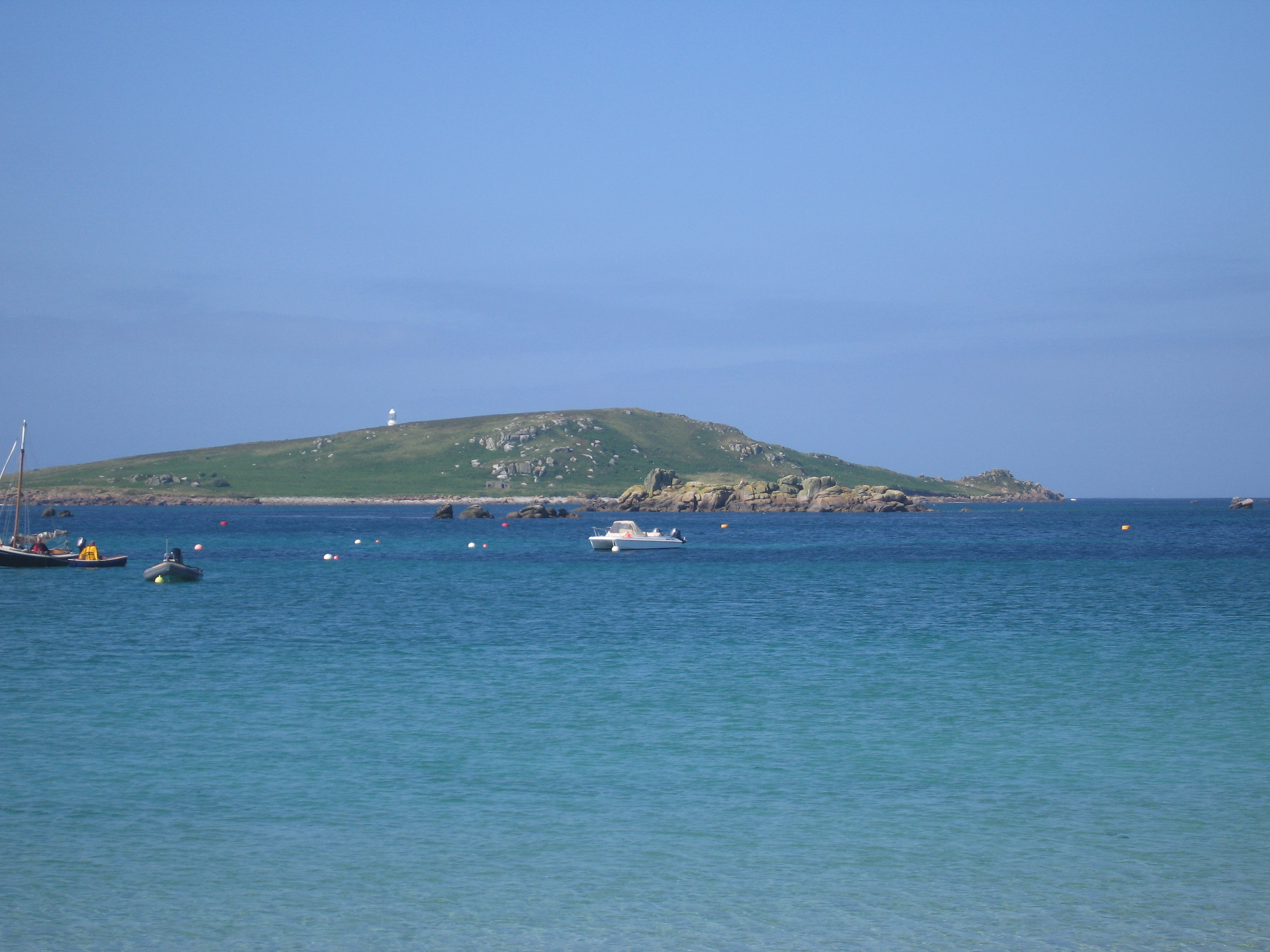
St. Helen's, gezien vanaf Tresco. Een deel van de vuurtoren op het nabij gelegen Round Island is net te zien.

St. Helen's (Cornisch: Ynys Elidius) is een van de grotere onbewoonde eilanden van de Scilly-eilanden, een eilandengroep ca. 45 km uit de kust van Cornwall in het Verenigd Koninkrijk.
St. Helen's, dat 0,20 km² groot is, ligt ongeveer 0,5 km ten noordwesten van het eiland Teän en 1 km ten noordoosten van Tresco. Het hoogste punt van St. Helen's bevindt zich op 42 m boven de zeespiegel.
De naam van het eiland zou een verbastering zijn van St. Elid. Dit was een rooms-katholieke Keltische kluizenaar (ook St. Lide of Elidius genaamd), die in de elfde eeuw op het eiland leefde en er een kleine religieuze gemeenschap leidde. Hij zou als bisschop op het eiland zijn begraven. Aan de zuidoostkant van St. Helen's vindt men de resten van een uit zijn tijd stammende kapel. Elk jaar wordt op het eiland St. Lide's Day (8 augustus) gevierd, waarbij honderden mensen St. Helen's bezoeken.
Aan de zuidwestkant van St. Helen's bevinden zich de resten van een pesthuis, waar lijders aan besmettelijke ziekten werden verpleegd. Verder zijn er aan de oostzijde sporen van vroege landbouw te zien. Ook treft men op St. Helen's verschillende cairns uit de bronstijd aan.